# محمد صلاح النیل
محمد صلاح النیل (عربی: محمد صلاح النيل؛ زادهٔ ۲۰ آوریل ۱۹۹۱) یک ورزشکار است.